# جون يونغ (لاعب كريكت)
جون يونغ (16 أغسطس 1884 في الهند - 8 سبتمبر 1960 في المملكة المتحدة) (بالإنجليزية: John Young)‏ هو لاعب كريكت بريطاني (وحمل سابقاً جنسية المملكة المتحدة لبريطانيا العظمى وأيرلندا). لعب مع نادي مقاطعة ساسكس للكركيت ‏.

## وصلات خارجية
- جون يونغ (لاعب كريكت) على موقع إي آس بي آن كريك إنفو (الإنجليزية)